# Łącznik bezzestykowy
Łącznik bezzestykowy (ang. contact-less switching device) – łącznik elektryczny, którego człon łączeniowy główny nie zawiera zestyków łączeniowych. Podstawowymi elementami łączników bezzestykowych, charakteryzującymi ich tory prądowe główne są elementy półprzewodnikowe. W częściach niniejszych pojęcia łącznik bezzestykowy i łącznik półprzewodnikowy traktuje się zamiennie jako synonimy.

## Budowa
W łącznikach bezzestykowych można wyróżnić następujące podzespoły:
- tor główny
- układy sterownicze (załączeniowe i wyłączeniowe)
- układy ochronne